# マウントフッド・コミュニティ・カレッジ

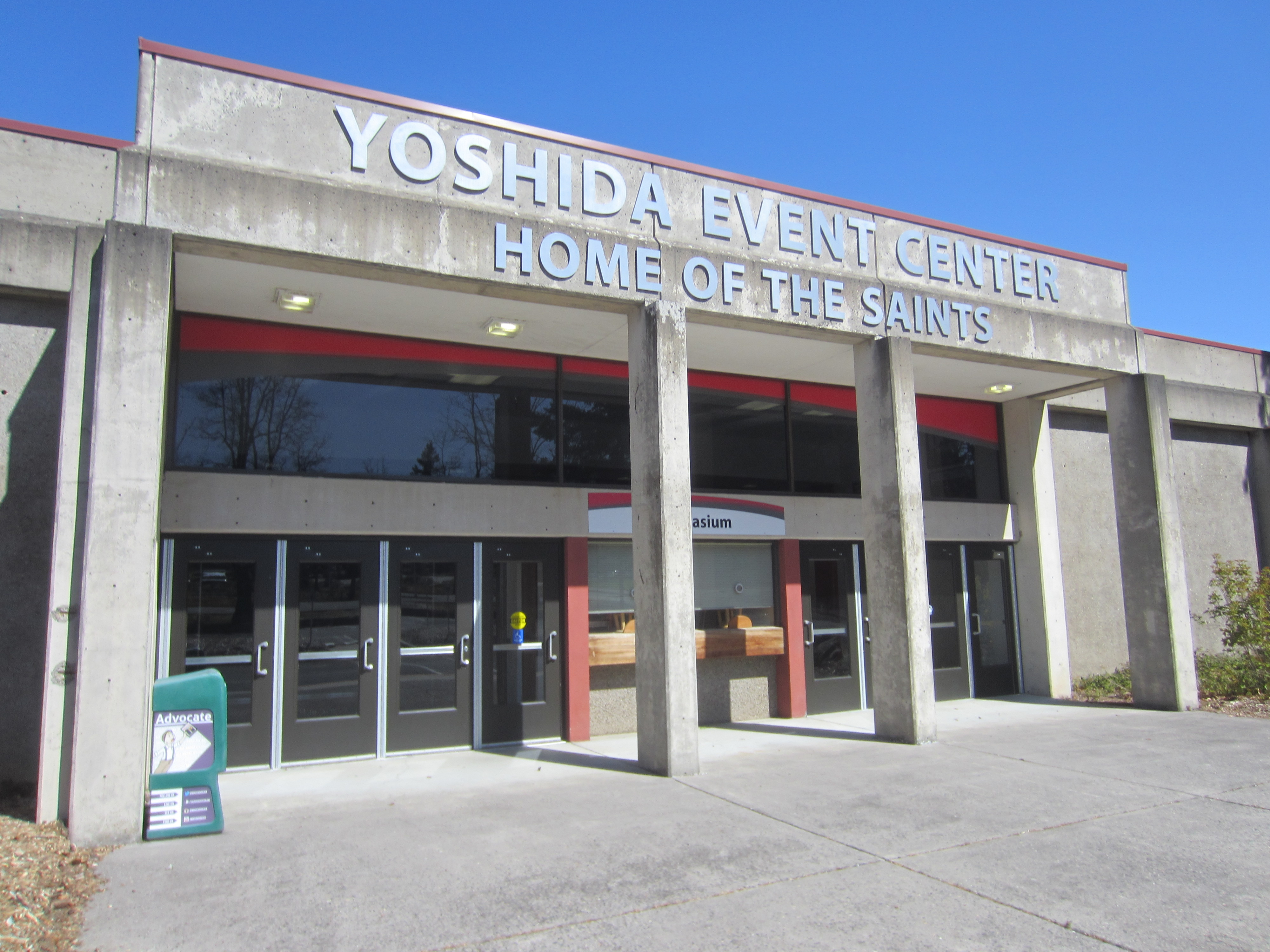
ヨシダ・イベントセンター

マウントフッド・コミュニティ・カレッジ（Mount Hood Community College, MHCC）は、アメリカ合衆国オレゴン州のグレシャムにあるコミュニティ・カレッジ。1966年に開学し、現在は毎年27,000人の学生が在籍している。クラスはグレシャムにある212エーカー（858,000 m²）のメインキャンパスの他、地域公立学校にあるMHCCメイウッド・パーク・センター、トンプソン・センター、夜間教育センターなどで開かれている。
MHCCは地方税、州返済金、及び学生の授業料で運営されている。地域投票によって、1968年大学の課税基準が定められ、さらに1970年から1980年にかけて課税基準の増加が承認された。
また、優秀なジャズ演奏プログラムで知られ、ジャズ専門のラジオ放送局「KMHD」が拠点を置いている他、毎年夏に開かれるマウントフッド・ジャズ・フェティバルの開催地にもなっている。
慈善家のヨシダ夫妻が創設した奨学金プログラムがある。